# Pojken och draken
Pojken och draken är en svensk kortfilm från 1962 i regi av Bo Widerberg och Jan Troell. Filmen var Widerbergs debut som regissör. Den var barntillåten.

## Handling
Det är Arilds (Arild Möller) födelsedag, men fadern (Rune Turesson) har glömt bort detta och går till jobbet som vanligt. Modern (Ulla-Greta Starck) ligger på sjukhus för att föda barn. På eftermiddagen besöker far och son modern på sjukhuset och beger sig därefter till familjens kolonistuga. På kvällen beger de sig hem igen och Arild somnar i cykelstolen.

## Rollista
- Arild Möller som Arild, sex år
- Bodil Mathiasson som flickan
- Ulla-Greta Starck som Arilds mor
- Rune Turesson som Arilds far

## Musik
I filmen används musikstycket De fyra årstiderna av Vivaldi.

## Övrigt
Kolonistugeområdet ligger i Limhamn.